# Harald Bay
Die Harald Bay ist eine Bucht an der Oates-Küste im Norden des ostantarktischen Viktorialands. Sie liegt zwischen dem Archer Point und dem Williamson Head.
Luftaufnahmen von dieser Bucht entstanden 1947 durch die United States Navy bei der Operation Highjump (1946–1947). Skizziert und fotografiert wurde sie zudem vom australischen Polarforscher Phillip Law am 20. Februar 1959 von Bord des Schiffs Magga Dan im Rahmen einer der Australian National Antarctic Research Expeditions. Das Antarctic Names Committee of Australia (ANCA) benannte die Bucht nach Harald Møller Pedersen, dänischer Kapitän der Magga Dan bei dieser Forschungsreise.